# Aurelio Roverella

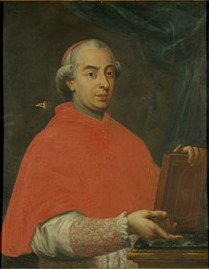
Aurelio Kardinal Roverella (Ölgemälde 18. Jhd.)

Aurelio Roverella (* 21. August 1748 in Cesena; † 6. September 1812 in Bourbonne-les-Bains, Champagne) war ein italienischer Kardinal der Römischen Kirche.

## Leben
Er wurde geboren als jüngstes von fünf Kindern des Grafen Carlo Roverella und dessen Ehefrau Maria Toschi. Zu seiner Verwandtschaft zählte der 1461 zum Kardinal kreierte Bartolomeo Roverella (1406–1476). Als Jugendlicher zog Aurelio Roverella nach Rom, um dort die Rechte zu studieren, und erwarb umfassende juristische Kenntnisse. Er war Konklavist von Kardinal Luigi Maria Torrigiani beim Konklave 1769 und trat nach der Wahl von Papst Pius VI., der Roverellas Karriere erheblich förderte, in den Dienst der Kurie. Im September 1775 wurde er zum Päpstlichen Hauskaplan ernannt und überbrachte als Abgesandter des Papstes dem neuernannten Kardinal Giovanni Carlo Bandi in Imola das rote Birett. Im Juni 1776 wurde Aurelio Roverella zum Konsistorialadvokaten ernannt, später wurde er zudem Apostolischer Protonotar und im Januar 1783 Hausprälat Seiner Heiligkeit. Im Februar 1785 wurde er zum Auditor der Römischen Rota ernannt, dieses Amt trat er am 5. Juli desselben Jahres an.
Papst Pius VI. kreierte Aurelio Roverella im Konsistorium vom 21. Februar 1794 zum Kardinal. Den roten Hut erhielt er am 27. Februar und die Ernennung zum Kardinalpriester der Titelkirche Santi Giovanni e Paolo am 12. September desselben Jahres. Er war unter anderem tätig im Heiligen Offizium, in der Kongregation für das Tridentinum und als Examinator der Bischöfe im Kanonischen Recht. Am 27. Februar 1795 wurde er Pro-Datar Seiner Heiligkeit. Vom 27. Juni 1796 bis zum 24. Juli 1797 war Aurelio Roverella Kämmerer des Heiligen Kardinalskollegiums. Als Papst Pius VI. 1797 erkrankte, gewährte er Kardinal Roverella umfassende Vollmachten, ebenso am 20. Februar 1798, als der Papst von den Franzosen gefangen genommen und nach Frankreich gebracht wurde. Als nach Ausrufung der Römischen Republik der Kirchenstaat von französischen Truppen besetzt wurde, verließ Aurelio Roverella Rom. Er nahm in Venedig am Konklave 1799–1800 teil, aus dem Pius VII. als Papst hervorging. Dieser bestätigte am 29. März 1800 Kardinal Roverella in seinem Amt als Pro-Datar Seiner Heiligkeit, das er bis zu seinem Tode innehatte. Am 23. Mai 1800 war er einer der drei Kardinallegaten, denen bis zur Rückkehr des Papstes die Regierungsgeschäfte in Rom übertragen wurden. 1808 wurde er von den Franzosen der Stadt Rom verwiesen und zog sich nach Ferrara zurück.
Schon seit 1794 war Roverella Kardinalprotektor der Franziskaner-Konventualen, seit 1802 auch der Vallombrosaner, später noch weiterer Orden, Klöster und Erzbruderschaften.
Am 27. März 1809 wurde er von Pius VII. in die Kardinalsklasse der Kardinalbischöfe erhoben und erhielt das suburbikarische Bistum Palestrina, wobei er seine Titelkirche in commendam behielt. Über eine Bischofsweihe ist außer dem Datum April 1809 nichts Näheres bekannt.
Nachdem Papst Pius VII. am 6. Juli 1809 nach Frankreich deportiert worden war, erhielt Ende desselben Jahres Kardinal Roverella mit allen anderen Kardinälen den Befehl, sich nach Paris zu begeben, wo er am 1. und 2. April 1810 der Heirat von Napoleon I. mit Erzherzogin Marie-Louise von Österreich beiwohnte. Er gilt als der angesehenste der „roten Kardinäle“. Kardinal Bartolomeo Pacca bezichtigte ihn der Urheberschaft an den Intrigen gegen und dem Druck auf Papst Pius VII. während dessen Inhaftierung in Frankreich durch Napoleon Bonaparte.
Im Jahr 1811 wurde Kardinal Roverella nach Savona entsandt, wo der Papst sich zusammen mit den Kardinälen Giuseppe Maria Doria Pamphilj, Antonio Dugnani, Fabrizio Ruffo und Alphonse-Hubert de Latier de Bayane aufhielt. Kardinal Roverella übernahm die Führungsrolle in dieser Gruppe von Kardinälen, welche die eigentlichen Verfasser des päpstlichen Breve waren, mit dem Pius VII. seine Zustimmung zu allen Beschlüssen der Bischofsversammlung von Paris und der Ergänzung des Konkordats von 1801 durch die Organischen Artikel gab.
Im September 1812 starb Aurelio Roverella in der Champagne. Beigesetzt wurde er in der Pariser Kirche Sainte-Genoviève, dem Panthéon.